# Миланский симфонический оркестр имени Джузеппе Верди
Миланский симфонический оркестр имени Джузеппе Верди (итал. Orchestra Sinfonica Giuseppe Verdi di Milano, часто Оркестр Верди, итал. Orchestra Verdi, La Verdi) — итальянский симфонический оркестр, базирующийся в Милане.
Основан в 1993 году дирижёром Владимиром Дельманом. После смерти последнего год спустя некоторое время вёл малозаметное существование. Взлёт коллектива связан с руководством Рикардо Шайи в 1999—2005 гг. За это время оркестр побывал основным коллективом Фестиваля двух миров в Сполето и музыкального фестиваля в Читта-ди-Кастелло, выступил с гастролями во Франции, Испании, Португалии, Швейцарии, Германии, начал в 2000 году собственную программу звукозаписи (среди прочего записав альбом арий в исполнении Анны Нетребко, дирижировал Клаудио Аббадо). Коллективом дирижировали, в частности, Эйдзи Оуэ, Рудольф Баршай, Олег Каэтани, Марко Летонья, Хельмут Риллинг, Клаус Петер Флор, Луис Бакалов, Марчелло Виотти; Каэтани и Баршай совместными усилиями осуществили запись полного собрания симфоний Дмитрия Шостаковича. Среди солистов, выступавших и записывавшихся с оркестром, — Марта Аргерих, Пласидо Доминго, Хуан Диего Флорес. В 2009 году главным дирижёром оркестра стала китаянка Чжан Сянь, оказавшаяся первой женщиной во главе итальянского симфонического оркестра; сообщалось, что выбор был сделан после того, как она впервые выступила с оркестром, будучи на седьмом месяце беременности. Клаус Петер Флор занимал пост главного дирижера в 2016 - 2022 годах . В настоящее время в оркестре нет поста главного дирижёра, вместо которого в 2022 был учреждён пост “Conductor in residence”. Эту должность с сезона 2022-2023 занимает Андрей Борейко.